# Kiraidhoo
Kiraidhoo est une petite île inhabitée des Maldives. 

## Géographie
Kiraidhoo est située dans le centre des Maldives, à l'Est de l'atoll Nilandhe Sud, dans la subdivision de Dhaalu. 